# Wikipédia en avar
Wikipédia en avar' (en avar : Авар Википедия [Avar Vikipedija]) est l’édition de Wikipédia en avar, langue caucasienne parlée principalement au Daghestan en Russie. L'édition est lancée a priori en août 2004, mais dans les faits en mai 2005. Son code est : av.
Au 7 juillet 2025, l'édition en avar contient 3 631 articles et compte 16 528 contributeurs, dont 19 contributeurs actifs et 2 administrateurs.

## Présentation

Répartition géographique de l'avar.

## Statistiques
- L'édition en avar compte, au 12 mars 2015, 1 440 articles et 5 801 utilisateurs enregistrés[3], ce qui en fait la 220e[4] édition linguistique de Wikipédia par le nombre d'articles et la 207e[5] par le nombre d'utilisateurs enregistrés, parmi les 287 éditions linguistiques actives.
- Le 20 septembre 2022, elle contient 3 173 articles et compte 13 447 contributeurs, dont 25 contributeurs actifs et 2 administrateurs.
- Le 24 septembre 2024, elle contient 3 552 articles et compte 15 696 contributeurs, dont 25 contributeurs actifs et 2 administrateurs.